# Neosalpingus denlaticollis
Neosalpingus denlaticollis es una especie de coleóptero de la familia Salpingidae.

## Distribución geográfica
Habita en Australia.